# Đurđevac
Đurđevac – miasto w Chorwacji, w żupanii kopriwnicko-kriżewczyńskiej, siedziba miasta Đurđevac. W 2011 roku liczył 6349 mieszkańców.